# 川合組
川合組（川合組）、本部事務所位於岐阜縣大垣市橘町4-7-1 的設置，日本的指定暴力團之一・六代目山口組的2次團體。正式成員約70人。

## 略史
川合康允原本是本多會系平田會瀨古安會的若頭。後，瀨古安會加入三代目山口組成直系組織。同組、瀨古安會副會長・野田弘治在1978年把據點設在岐阜縣活動，造成與同在岐阜縣活動的菊田組舍弟頭・近藤慶文（近藤組初代組長）產生對立事態。同年8月，位於關市的酒店內、山口組本家若頭・山本健一的居中周旋下雙方共組成「山心會」。1979年、川合康允與原屬近藤的7名幹部一同昇格為三代目山口組直系組長，2005年8月、六代目體制擔任舍弟。

## 最高幹部
（2010年之後）
- 組長・川合康允（瀨古安會的若頭、三代目山口組若中、六代目山口組舍弟）
- 若頭・亀山武美（亀山連合會會長）
- 本部長・小川典之（二代目小川組組長）

（2004年之前）
- 組長・川合康允（瀨古安會的若頭、三代目山口組若中、六代目山口組舍弟）
- 若頭・小川忠司（小川組組長）
- 特別相談役・野村幸運
- 特別相談役・杉井雅人
- 舍弟頭・水野篤（水野組組長）
- 舍弟頭補佐・竹中孝昭
- 舍弟頭補佐・藤井 滿
- 舍弟頭補佐・渡邊兼祥
- 本部長・山田昭次
- 組織委員長・中川政敏
- 風紀委員長・松永 勇
- 事務局長・堀場健治
- 若頭補佐・浅井靜夫
- 若頭補佐・大橋義孝
- 若頭補佐・水野良貞
- 若頭補佐・長谷川和夫
- 若頭補佐・伴野清弘
- 若頭補佐・田中政夫
- 舍弟・高橋茂七
- 舍弟・酒井博行
- 舍弟・片山政嘉